# Malmöns kyrka
Malmöns kyrka är en kyrkobyggnad på Malmön i Sotenäs kommun. Den tillhör sedan 2010 Södra Sotenäs församling (tidigare Malmöns församling) i Göteborgs stift. 

## Kyrkobyggnaden
Träkyrkan uppfördes 1796–1797 i Lysekil som Lysekils sockenkyrka. Då Lysekils nuvarande kyrka skulle uppföras, inköptes den gamla kyrkan av Malmöns församling 1906, flyttades dit och återinvigdes 1907.
Kyrkan har en stomme av liggtimmer och består av långhus med nord-sydlig orientering. I söder finns ett tresidigt kor och i norr ett kyrktorn med vapenhus. Sakristian är inrymd i koret bakom altaret och avskiljs från övriga kyrkorummet med ett skrank. När kyrkan stod i Lysekil fanns en separat vidbyggd sakristia, men den avlägsnades vid flytten till Malmön. Den är vitmålad utvändigt och har tunnvälvt innertak.
Söder om kyrkan finns en före detta prästgård från 1912, som sedan 1993 fungerar som församlingshem.

## Inventarier
- Predikstolen med åttakantig korg och sexkantigt ljudtak är byggd efter ritningar av arkitekt Eugen Thorburn, liksom korskranket.
- Altartavlan, målad av Vilhelmina Lagerholm, är en kopia av Jean Jouvenets målning Nedtagandet från korset.
- I tornet hänger två klockor. Lillklockan är gjuten 1741 i Göteborg och omgjuten 1916 i Stockholm. Storklockan är gjuten 1913 i Stockholm.

### Orgel
Fasaden härstammar från en orgel, byggd 1879 av Salomon Molander för Lysekils kyrka. Den medföljde då kyrkan flyttades till Malmön 1906 och ett nytt pneumatiskt orgelverk med åtta stämmor byggdes 1912 av Eskil Lundén.

## Bilder

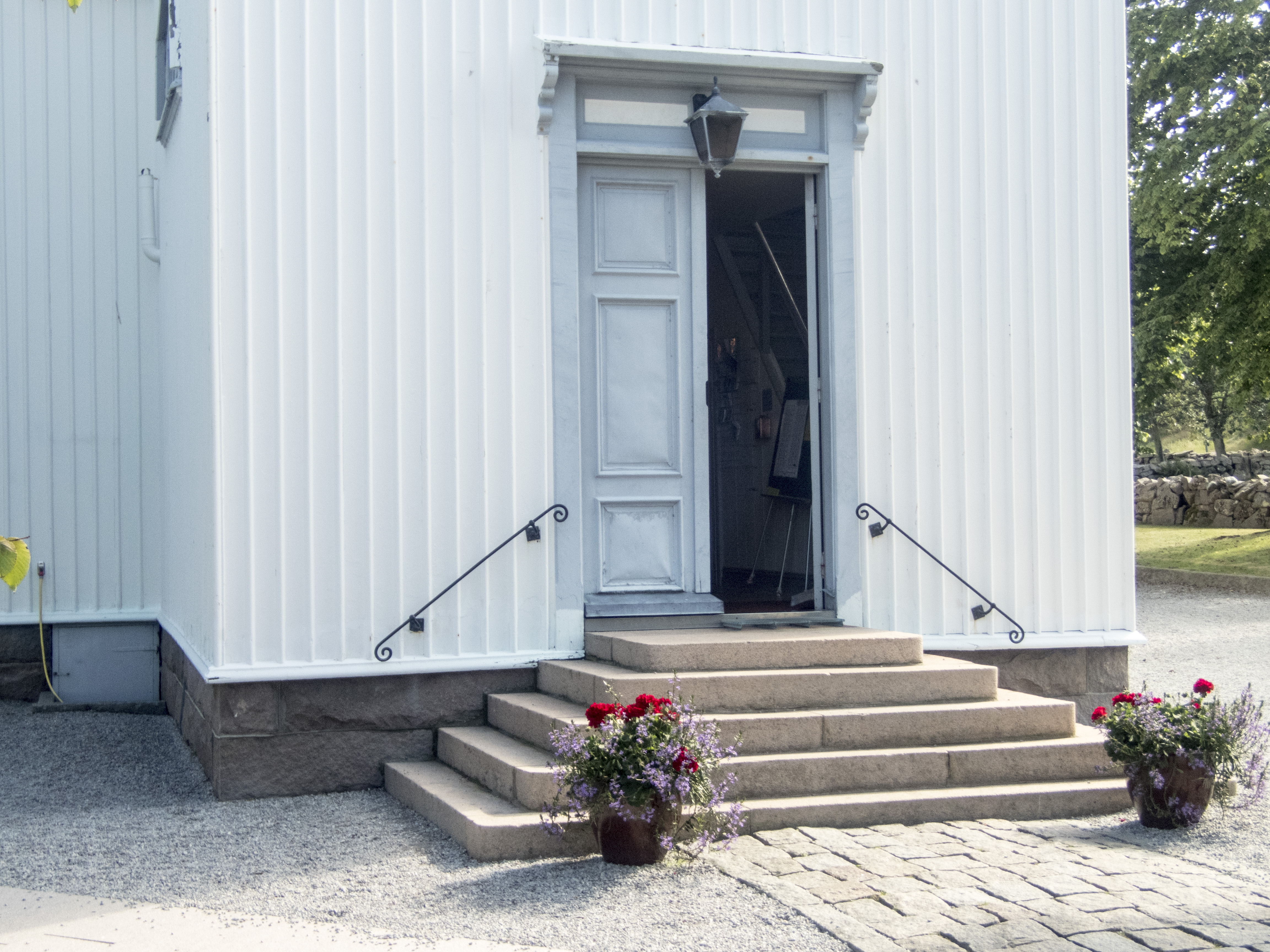
Entrén
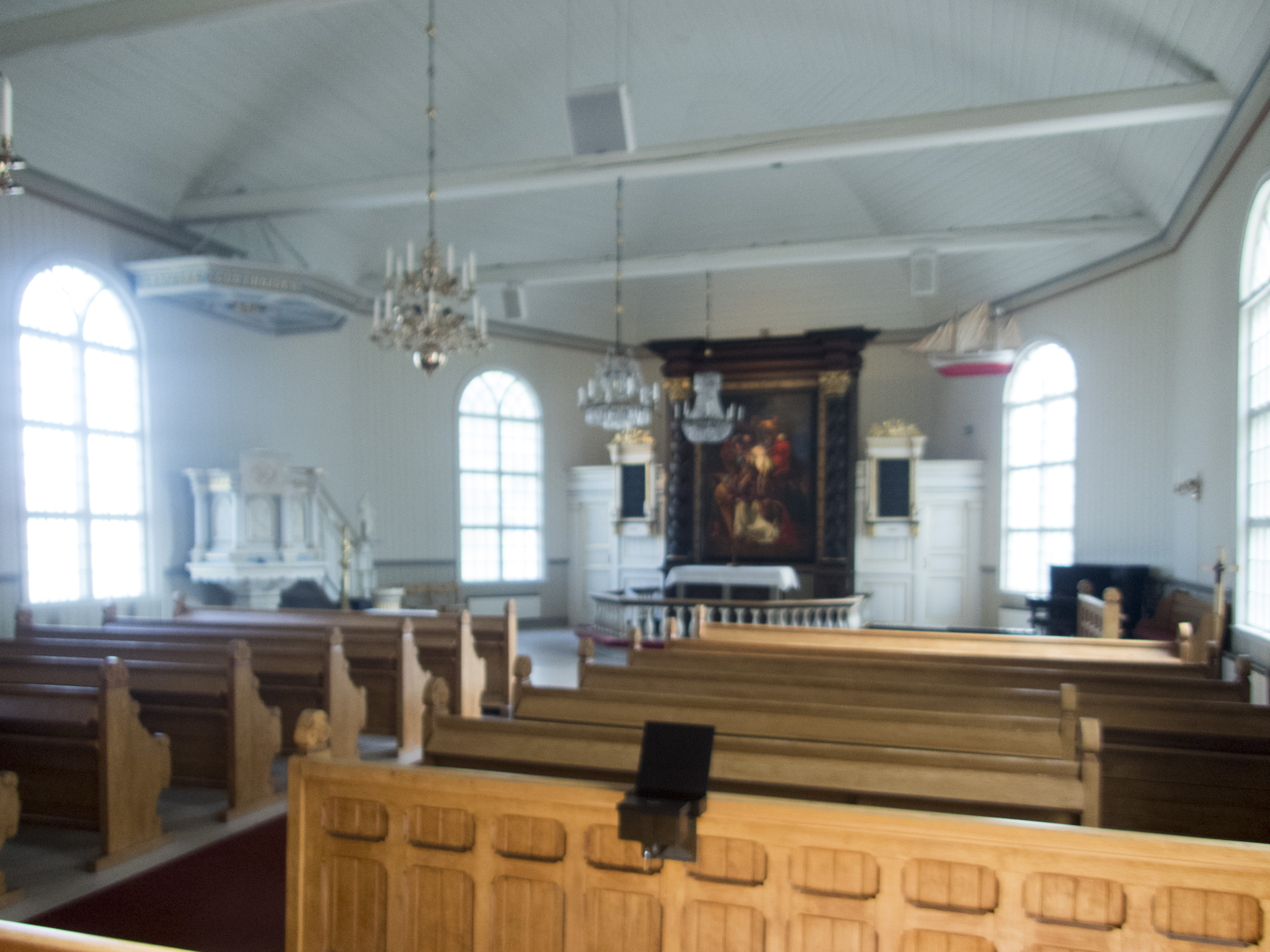
Interiör mot koret
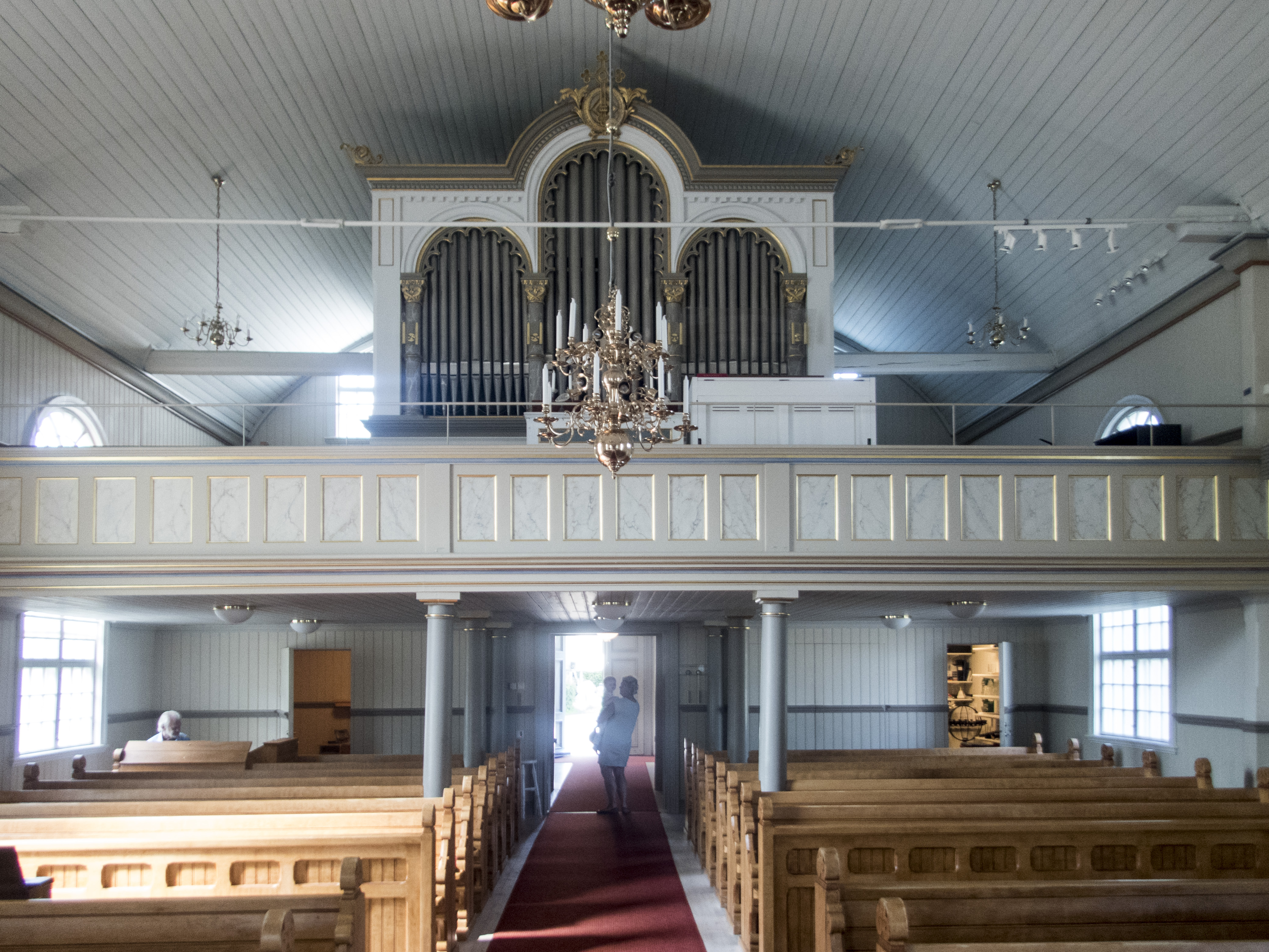
Interiör mot orgelläktaren